# Stefan Banach
Stefan Banach ([ˈstɛfan ˈbanax] , 1892-1945) est un mathématicien polonais, fondateur de l'École mathématique de Lwów et l'un des mathématiciens les plus influents du XXe siècle. Il a posé les bases de l'analyse fonctionnelle et il a donné son nom aux espaces de Banach, aux algèbres de Banach, ainsi qu'à un certain nombre de théorèmes dont il est concepteur.

## Biographie

### Jeunesse
Stefan Banach naît le 30 mars 1892 à Cracovie alors sous l'occupation autrichienne. Il porte le nom de sa mère, Katarzyna Banach, qu'il n'a jamais connue. Ses parents ne sont pas mariés et sa mère l'abandonne dès sa naissance à son père, Stefan Greczek, un modeste fonctionnaire dans un bureau des impôts. Recueilli par son père, le petit Stefan est élevé par sa grand-mère paternelle avant d'être confié à une blanchisseuse de Cracovie, Franciszka Płowa. Il fréquente le lycée Sainte-Anne (aujourd'hui lycée Bartłomiej Nowodworski) de Cracovie où il a pendant quatre ans comme camarade de classe le futur mathématicien Witold Wilkosz avec qui il converse passionnément de mathématiques.

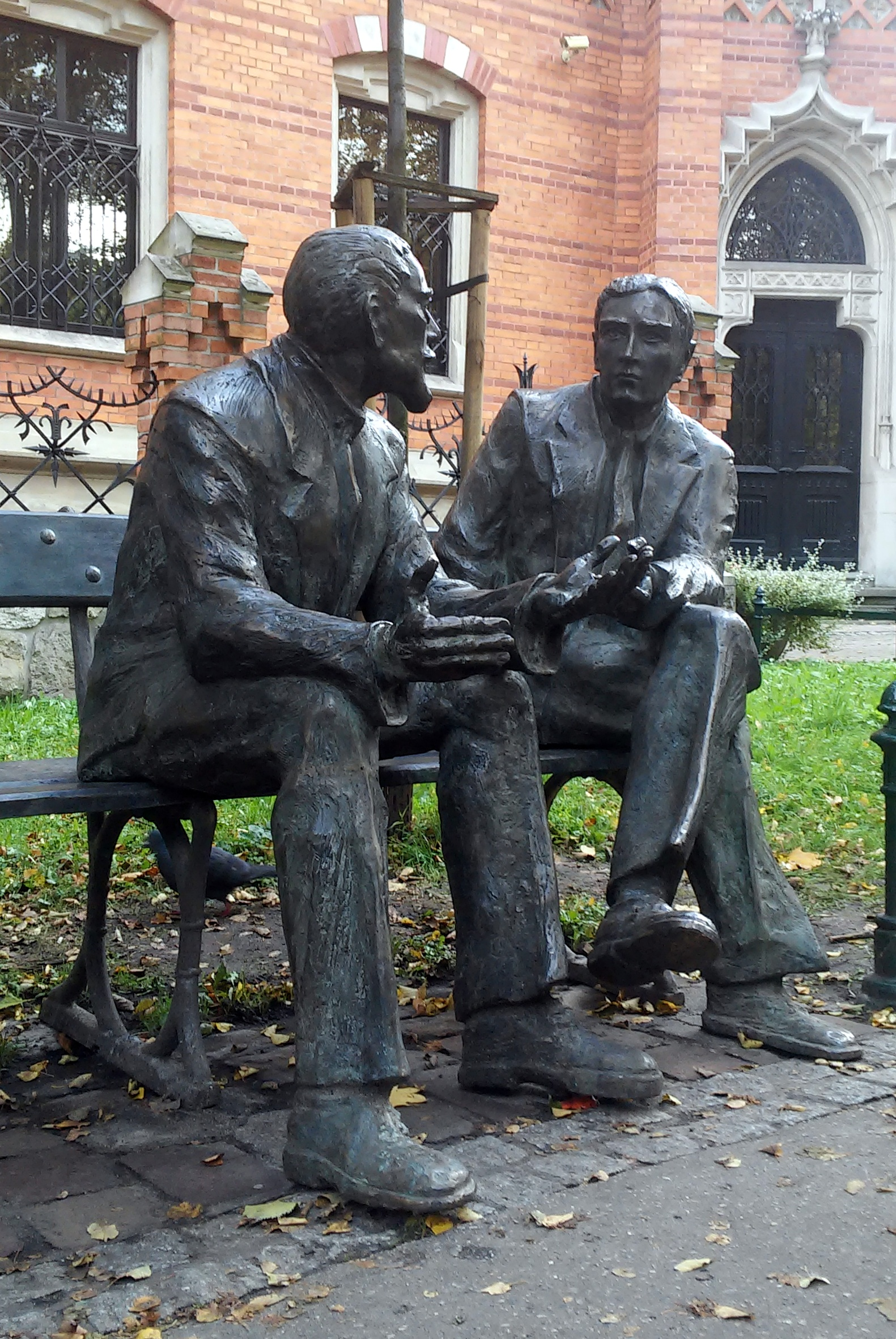
Banc commémoratif de Stefan Banach et Otto Nikodym dans le parc Planty à Cracovie, Pologne

En 1910, il entre à l'École polytechnique de Lwów. Il doit travailler pour financer ses études et ne parvient qu'à valider deux années d'étude avant que n'éclate la Première Guerre mondiale.
Réformé en raison de sa mauvaise vue et parce qu'il est gaucher, il est envoyé superviser la construction et la réparation des routes. En 1916, il rentre à Cracovie. Il semble qu'il suive alors, sans y être inscrit, les cours de mathématiques du professeur Stanisław Zaremba à l'université Jagellonne.
C'est au printemps 1916 qu'a lieu sa légendaire rencontre avec Hugo Steinhaus. Dans le parc Planty, ce dernier entend de jeunes gens débattre de la mesure de Lebesgue et fait ainsi la connaissance de Banach et d'Otto Nikodym. Dans les mois suivants, les trois passionnés de mathématiques se rencontrent régulièrement chez Steinhaus. Steinhaus soumet à Banach un problème sur les séries de Fourier qui lui résiste. Banach revient vers lui au bout de quelques jours avec une solution. Ce travail aboutit à une publication commune des deux hommes dans le bulletin de l'Université Jagellonne. Intitulée Sur la convergence en moyenne de séries de Fourier, elle marque l'entrée de Banach dans la carrière de mathématicien, et le début de sa longue collaboration avec Steinhaus.

### Entre-deux-guerres

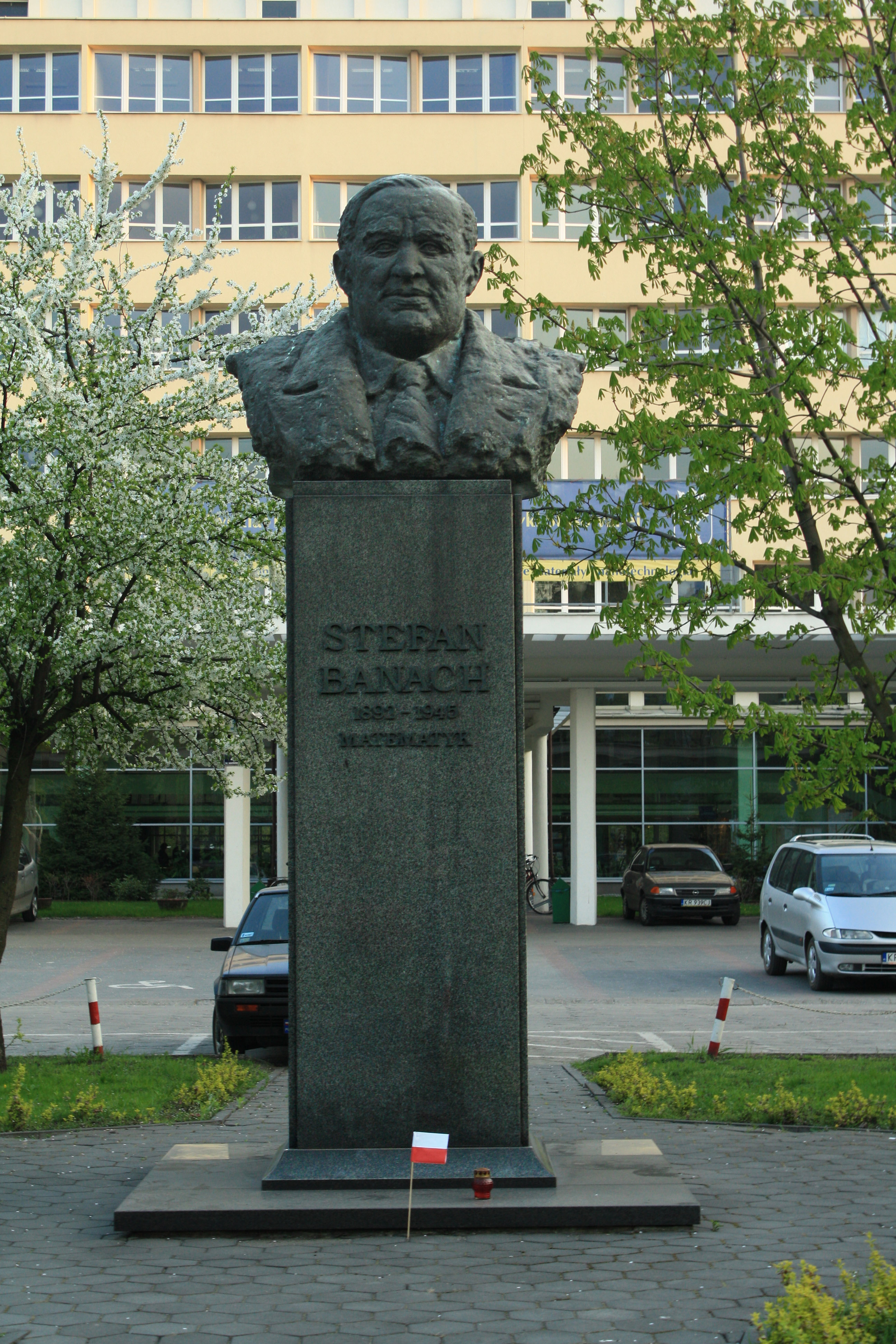
Buste de Stefan Banach à Cracovie.

L'armistice de 1918 marque le retour de la Pologne sur la carte de l'Europe. Les institutions du nouveau pays se mettent en place progressivement. En 1919, Stefan Banach est l'un des seize membres fondateurs de la Société mathématique de Pologne. En 1920, Hugo Steinhaus est nommé à la chaire de mathématiques de l'Université Jan Kazimierz à Lwów. Son ami Antoni Łomnicki occupe la même chaire à la faculté de génie mécanique de l'Ecole polytechnique de Lwów. Steinhaus le persuade d'embaucher Banach comme assistant.
En 1920, Banach retourne donc à Lwów. La même année, il présente une thèse scientifique À propos des opérations sur des ensembles abstraits et de leurs applications aux équations intégrales. Il bénéficie d'une dérogation car, n'ayant fait que deux années d'études universitaires, il n'est pas titulaire d'une maîtrise. Sa thèse, qui inclut la démonstration du théorème aujourd'hui connu comme théorème du point fixe de Banach, pose les bases de l'analyse fonctionnelle, qui devient son domaine d'excellence. Banach n'a toutefois pas écrit le document lui-même, il aurait dicté ses démonstrations à l'assistant du professeur Stanisław Ruziewicz. Le 19 octobre 1920, Stefan Banach épouse Łucja Braus rencontrée chez les Steinhaus . Ils ont un fils, Stefan (1922-1999).
En 1922, il rédige sa thèse d'habilitation et obtient le titre de professeur. Il acquiert une renommée internationale avec son article sur l'analyse fonctionnelle dans la revue Fundamenta Mathematicae. Cela donne naissance à une toute nouvelle discipline des mathématiques.
En 1924, il écrit en collaboration avec Alfred Tarski le très remarqué Sur la décomposition des ensembles de points en parties respectivement congruentes qui renferme le fameux paradoxe de Banach-Tarski.Il devient membre de l'Académie polonaise des arts et sciences.
Banach donne des conférences dans les deux écoles supérieures de Lwów: à l'université et à l'école polytechnique. Cependant le lieu de rencontre le plus important pour la communauté mathématique de la ville n'est pas l'un des amphithéâtres mais le Café écossais dont les tables de marbre se prêtent particulièrement à l'écriture au crayon. C'est souvent là, autour d'une tasse de café ou d'un verre d'alcool, que les professeurs et leurs élèves discutent et élaborent leurs théories, avec une intensité et une passion dont Stanisław Ulam dira plus tard n'avoir connu d'équivalent qu'à Los Alamos. Ce mode de travail, informel et collaboratif, convient tout spécialement à Banach. C'est sa femme qui un jour a l'idée d'apporter un cahier grand format, dans lequel sont consignés intuitions, bribes de démonstrations et défis (« cinq bières à qui démontrera… »), entre deux dédicaces de collègues de passage, tels John von Neumann. Connu sous le nom de Livre écossais, ce cahier, qui a été conservé et qu'Ulam a traduit en anglais en 1957, est considéré aujourd'hui avec vénération par ceux qui y voient une relique de la vie mathématique dans la Pologne de l'entre-deux-guerres.
Les chercheurs rassemblés autour de Steinhaus et Banach deviennent la plus importante école de mathématiques de Pologne, entrée dans l'histoire des sciences sous le nom de l'École mathématique de Lwów. Elle se consacre essentiellement à l'analyse fonctionnelle et à ses applications, tels les systèmes orthogonaux et la théorie des probabilités. En 1927, Steinhaus et Banach publient ensemble Sur le principe de la condensation de singularités, qui inclut le théorème de Banach-Steinhaus. L'année suivante, ils se lancent dans la publication d'une revue périodique, Studia Mathematica. Dans le premier tome paru en 1929, Banach signe Sur les fonctionnelles linéaires, avec une démonstration de ce qui deviendra le théorème de Hahn-Banach.
À la fin des années 1920, Banach est titulaire de l'une des quatre chaires de mathématiques de l'Université de Lwów, les trois autres étant occupées par Hugo Steinhaus, Stanisław Ruziewicz et Eustachy Żyliński (pl). Il participe à des congrès internationaux à Bologne (1928), Varsovie (1929) ou encore Oslo (1936). En 1931, il est l'un des initiateurs de la série de publications sous le titre de Monographies mathématiques.
En 1932, paraît l'ouvrage le plus important de Banach, Théorie des opérations linéaires. Cette monographie lui vaut une renommée mondiale. Devenu la même année vice-président de la Société mathématique de Pologne, Banach poursuit ses publications à un rythme soutenu durant toute la décennie. En 1936, il est déjà auteur ou coauteur de 47 travaux, et le monde des mathématiques se passionne pour ses résultats. L'année 1939 est celle de sa consécration : il est élu président de la Société mathématique polonaise en avril, et remporte le 9 juin un prix prestigieux doté de 20 000 zlotys. Alors que l'horizon de l'Europe s'obscurcit, il refuse les propositions qui lui sont faites de quitter le Pologne, notamment par Norbert Wiener qui l'invite à travailler aux États-Unis.

### Seconde Guerre mondiale

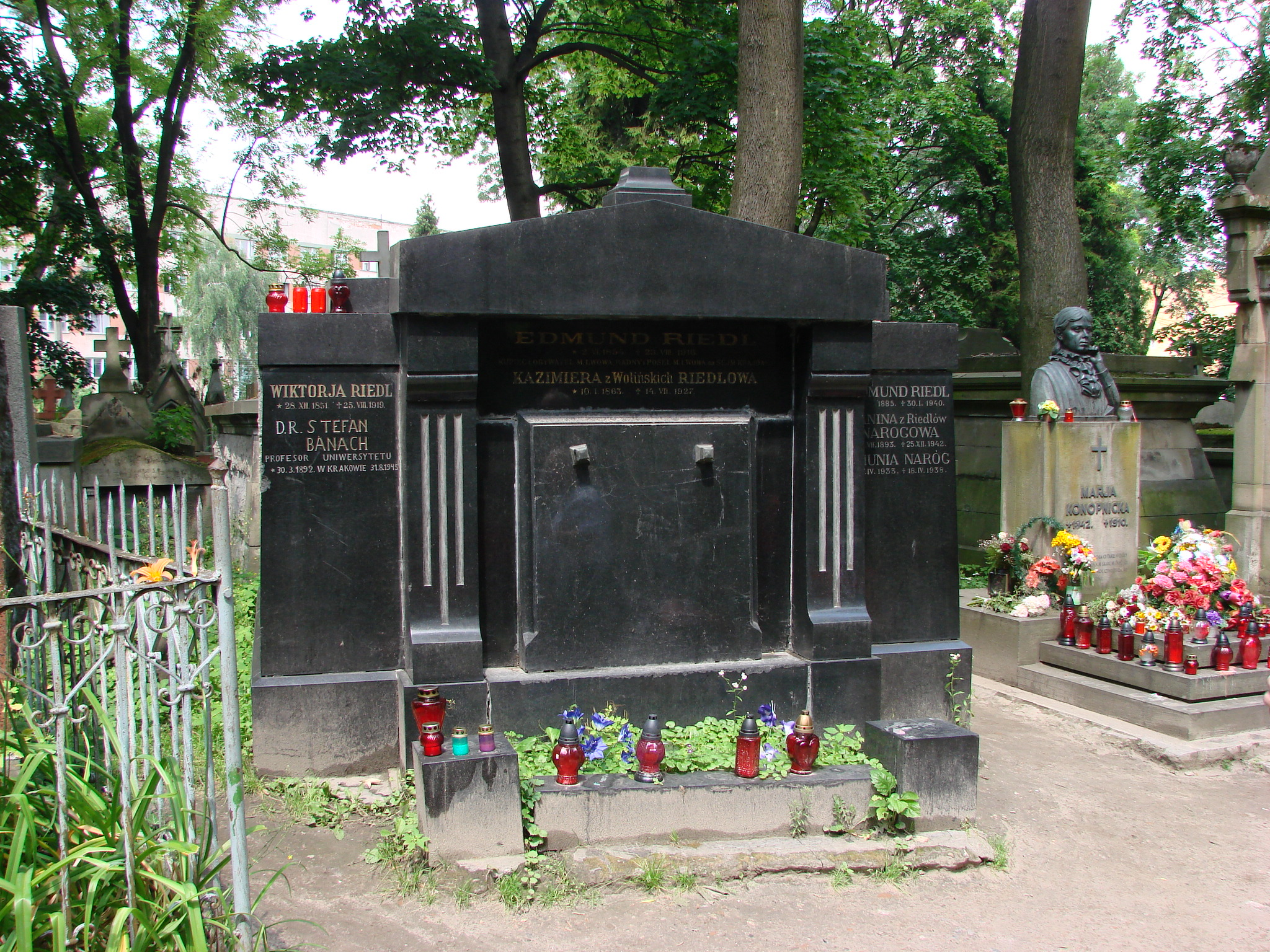
La tombe de Stefan Banach au cimetière de Lytchakiv de Lviv. À droite, la tombe fleurie de Maria Konopnicka.

Le 22 septembre 1939, Lwów passe sous contrôle soviétique. Banach s'accommode bien de la nouvelle situation. Il conserve son poste à l'université qui change de nom du roi polonais Jean-Casimir à l'écrivain polonais Ivan Franko. Banach devient doyen du département de mathématiques-physique et dirige la chaire d'analyse mathématique. En 1940, il entre même au conseil municipal. Il entretient de bonnes relations avec ses collègues soviétiques, tels Sergueï Sobolev et Pavel Aleksandrov, qu'il rencontre fréquemment.
Il est à Kiev lorsque, en juin 1941, Lwów tombe aux mains des Allemands, ce qui lui permet d'échapper au massacre des professeurs de Lwów dont sont victimes notamment ses collègues Antoni Łomnicki, Stanisław Ruziewicz et Włodzimierz Stożek. Dans la nuit du 3 au 4 juillet, près de 38 enseignants avec leurs familles sont arrêtés puis fusillés. L'université de Lwów ferme ses portes et pour survivre Banach accepte de nourrir des poux à l'institut de recherche sur le typhus de Rudolf Weigl, ce qui lui assure une certaine protection contre les arrestations sommaires et la déportation. Il poursuit cette activité jusqu'à l'arrivée de l'Armée rouge en juillet 1944.
Avec les accords de Yalta, Lwów passe en territoire soviétique. Banach se voit proposer une chaire à l'université Jagellonne et prépare son retour dans sa ville natale. Mais la maladie le rattrape : il décède d'un cancer du poumon le 31 août 1945. Ses obsèques attirent une foule nombreuse. Il repose au cimetière de Lytchakiv à Lwów, dans la tombe d'une famille d'amis qui l'avait accueilli à la fin de la guerre, les Riedel.
Le 6 novembre 2018, le président de la République de Pologne, Andrzej Duda, a décoré Banach à titre posthume de l'Ordre de l'Aigle blanc.

## Travaux
Banach est fondateur de l'analyse fonctionnelle moderne. Il a approfondi la théorie des espaces vectoriels topologiques. Dans sa thèse en 1920, il donne la définition des espaces que nous appelons aujourd'hui espaces de Banach. Il est à l'origine, avec Alfred Tarski, du paradoxe de Banach-Tarski ainsi que de l'algèbre de Banach. Il est également concepteur de plusieurs théorèmes:
- théorème de Hahn-Banach (1927) sur l'extension d'une forme linéaire non nécessairement continue définie sur un sous-espace d'un espace vectoriel à l'espace tout entier ;
- théorème de Banach-Steinhaus (1927) sur les familles d'applications linéaires continues bornées, conséquence très importante de la propriété de Baire ;
- théorème de Banach-Alaoglu, traitant de compacité ;
- théorème de Banach-Schauder (ou encore théorème de l'application ouverte).

Ses autres travaux touchent à la théorie de la mesure de l'intégration, de la théorie des ensembles et des séries orthogonales.
Son livre Théorie des opérations linéaires (Teoria operacji liniowych, 1932) présente une synthèse sur la théorie des opérations linéaires. C'est la première monographie au monde sur les espaces linéaires-métriques.
L'ensemble des œuvres de Banach ont été publiées sous le titre Oeuvres avec des commentaires (volumes 1–2 1967–79).

## Postérité
Depuis 1992, année du centenaire de sa naissance, l'Académie polonaise des sciences attribue la médaille Stefan Banach en son honneur.
Un prix Stefan-Banach est attribué par la Société mathématique de Pologne à des mathématiciens polonais